# XIe législature de la Junte générale de la principauté des Asturies
La XIe législature de la Junte générale de la principauté des Asturies est un cycle parlementaire de la Junte générale de la principauté des Asturies, d'une durée de quatre ans, ouvert le 24 juin 2019 à la suite des élections du 26 mai précédent, et clos le 4 avril 2023.

## Bureau
| Poste                    | Titulaire                     | Parti | Parti | Circonscription |
| ------------------------ | ----------------------------- | ----- | ----- | --------------- |
| Président                | Marcelino Marcos              |       | PSOE  | Occidentale     |
| Première vice-présidente | Celia Fernández               |       | PSOE  | Centrale        |
| Second vice-président    | Pablo Álvarez-Pire            |       | PP    | Centrale        |
| Premier secrétaire       | Ovidio Zapico                 |       | IU    | Centrale        |
| Second secrétaire        | Armando Fernández             |       | Cs    | Centrale        |
| Second secrétaire        | Manuel Cifuentes (22/09/2022) |       | Cs    | Centrale        |

### Élection du président de la Junte générale de la principauté des Asturies
|             | Marcelino Marcos | FSA-PSOE    | 26 | 100,00 |  |  |
|             |                  |             |    |        |  |  |
| Votants     | Votants          | Votants     | 45 | 100,00 |  |  |
| Exprimés    | Exprimés         | Exprimés    | 26 | 57,78  |  |  |
| Blancs/nuls | Blancs/nuls      | Blancs/nuls | 19 | 42,22  |  |  |

## Groupes parlementaires
| Nom | Nom                     | Début | Fin | Porte-parole                                                     |
| --- | ----------------------- | ----- | --- | ---------------------------------------------------------------- |
|     | Groupe socialiste       | 20    | 20  | Dolores Carcedo                                                  |
|     | Groupe populaire        | 10    | 10  | Teresa Mallada Beatriz Polledo (31/12/2022)                      |
|     | Groupe Ciudadanos       | 5     | 4   | Laura Pérez Macho Susana Fernández (07/09/2020)                  |
|     | Groupe Podemos Asturies | 4     | 4   | Lorena Gil Daniel Marí (03/12/2020) Rafael Palacios (18/01/2022) |
|     | Groupe Izquierda Unida  | 2     | 2   | Ángela Vallina                                                   |
|     | Groupe Foro Asturias    | 2     | 2   | Adrián Pumares                                                   |
|     | Groupe Vox              | 2     | 2   | Ignacio Blanco Javier Jové                                       |
|     | Groupe mixte (09/2022)  | -     | 1   | Armando Fernández                                                |

## Commissions parlementaires
| Commission | Président                  | Parti   | Parti | Circonscription |
| --- | -------------------------- | ------- | ----- | --------------- |
| Commissions permanentes législatives                                                                              |                            |         |       |                 |
| Commission de l'Administration autonomique, de l'Environnement, du Changement climatique et de la Vice-présidence | Ramón Fernández            | PSOE    |       | Centrale        |
| Commission de la Science, de l'Innovation et de l'Enseignement supérieur                                          | Susana Fernández           | Cs      |       | Centrale        |
| Commission de la Science, de l'Innovation et de l'Enseignement supérieur                                          | Sergio García (03/02/2020) | Cs      |       | Centrale        |
| Commission de la Culture, de la Politique linguistique et du Tourisme                                             | Lidia Fernández            | PSOE    |       | Occidentale     |
| Commission des Droits sociaux et du Bien-être                                                                     | Cristina Vega              | PP      |       | Occidentale     |
| Commission de l'Éducation                                                                                         | Reyes Fernández            | PP      |       | Centrale        |
| Commission du Milieu rural et de la Cohésion territoriale                                                         | Ricardo Suárez             | PSOE    |       | Occidentale     |
| Commission des Finances                                                                                           | Beatriz Polledo            | PP      |       | Centrale        |
| Commission de l'Industrie, de l'Emploi et de la Promotion économique                                              | Mónica Ronderos            | PSOE    |       | Centrale        |
| Commission de la Présidence                                                                                       | Ángela Vallina             | IU      |       | Centrale        |
| Commission de la Santé                                                                                            | Daniel Marí                | Podemos |       | Centrale        |
| Commissions permanentes non-législatives                                                                          |                            |         |       |                 |
| Commission du Règlement                                                                                           | Marcelino Marcos           | PSOE    |       | Occidentale     |
| Commission du Contrôle de la radiotélévision régionale                                                            | Esther Freile              | PSOE    |       | Orientale       |
| Commission des Pétitions et des Droits fondamentaux                                                               | Adrián Pumares             | FAC     |       | Centrale        |
| Commissions non-permanentes                                                                                       |                            |         |       |                 |
| Commission spéciale sur le Défi démographique                                                                     | Jimena Llamedo             | PSOE    |       | Orientale       |

## Gouvernement et opposition
| Candidat                 | Date                                       | Vote       |      |    |    |         |    |     |     | Résultat |  |  |  |  |  |  |  |  |  |  |  |  |  |
| Candidat                 | Date                                       | Vote       | PSOE | PP | Cs | Podemos | IU | FAC | Vox | Résultat |  |  |  |  |  |  |  |  |  |  |  |  |  |
| Adrián Barbón (FSA-PSOE) | 12 juillet 2019 (majorité absolue requise) | Oui        | 20   |    |    |         | 2  |     |     | 22 / 45  |  |  |  |  |  |  |  |  |  |  |  |  |  |
| Adrián Barbón (FSA-PSOE) | 12 juillet 2019 (majorité absolue requise) | Abstention |      | 10 | 5  | 4       |    | 2   | 2   | 23 / 45  |  |  |  |  |  |  |  |  |  |  |  |  |  |
| Adrián Barbón (FSA-PSOE) |                                            |            |      |    |    |         |    |     |     |          |  |  |  |  |  |  |  |  |  |  |  |  |  |
| Adrián Barbón (FSA-PSOE) | 15 juillet 2019 (majorité simple)          | Oui        | 20   |    |    |         | 2  |     |     | 22 / 45  |  |  |  |  |  |  |  |  |  |  |  |  |  |
| Adrián Barbón (FSA-PSOE) | 15 juillet 2019 (majorité simple)          | Abstention |      | 10 | 5  | 4       |    | 2   | 2   | 23 / 45  |  |  |  |  |  |  |  |  |  |  |  |  |  |

## Désignations

### Sénateurs
| Parti | Parti                       | Sénateurs désignés           | Voix |
| ----- | --------------------------- | ---------------------------- | ---- |
| PSOE  |                             | María Jesús Álvarez González | 20   |
| PSOE  | María Mercedes Otero García |                              | 20   |